# Drew Waters
Andrew David Waters (Atlanta, Georgia, 30 de diciembre de 1998), más conocido como Drew Waters, es un jugador profesional estadounidense de béisbol que se desempeña en la posición de jardinero derecho en Kansas City Royals, equipo de las Grandes Ligas de Béisbol (MLB).

## Carrera
En 2022, Waters hizo su debut en la MLB con el equipo Kansas City Royals, donde lleva jugando tres temporadas.